# Vanduzi (distrito)

localização do distrito de Vanduzi em Moçambique

O distrito de Vanduzi está situado no centro da província de Manica em Moçambique. Foi criado com a elevação do elevação do posto administrativo de Vanduzi (até então parte do distrito de Manica) a distrito em 2013,
A sede deste distrito é a vila de Vanduzi.
Tem limite, a norte com o distrito de Bárue, a leste com os distritos de Gondola e Macate, a sul com o distrito de Sussundenga e a oeste com o distrito de Manica.
Em 2013, o distrito tinha uma área de 3 157 e uma população de 140 476 habitantes, , daqui resultando uma densidade populacional de 44,5 h/km².

## Divisão Administrativa
O distrito está dividido nos postos administrativos de Matsinho e Vanduzi, composto pelas seguintes localidades: 
- Posto Administrativo de Matsinho: 
  - Chiremera[3]
  - Matsinho
- Posto Administrativo de Vanduzi:
  - Chigodore
  - Pungué Sul
  - Vanduzi